# Mistero al castello Blackwood
Mistero al castello Blackwood (We Have Always Lived in the Castle) è un film del 2018 diretto da Stacie Passon.
La pellicola, con protagonisti Taissa Farmiga, Alexandra Daddario, Crispin Glover e Sebastian Stan, è l'adattamento cinematografico del romanzo del 1962 Abbiamo sempre vissuto nel castello (We Have Always Lived in the Castle) scritto da Shirley Jackson.

## Trama
Vermont, anni '50. La diciottenne Mary Katherine "Merricat" Blackwood vive con sua sorella maggiore Constance, verso la quale ha un forte senso di protezione (pratica una forma di magia che prevede il seppellimento di oggetti cari ai loro defunti genitori, allo scopo di tenere lontane le forze del male), e lo zio Julian nell'antica dimora di famiglia, arroccata sulla collina che domina il villaggio di Shirleyville . 
Sei anni prima, in seguito all’ingerimento di arsenico mescolato allo zucchero con cui hanno guarnito dei mirtilli, i genitori delle due ragazze sono morti e lo zio Julian ha riportato danni fisici (è paralitico) e mentali (sta ossessivamente scrivendo un libro sulla vicenda), mentre Merricat si è salvata perché quella sera era stata mandata a letto senza cena. Constance, incriminata per l'omicidio e in seguito assolta, non esce di casa da allora, e spetta a Merricat recarsi in paese a far compere, subendo ogni volta le crudeltà della gente che, oltre a odiare il defunto padre della ragazza, crede che Constance l’abbia fatta franca perché ricca e bella.
A parte Helen Clarke, un'amica di Constance che cerca di convincerla a uscire gettando ogni volta Merricat nel terrore, nessuno ha il coraggio di avvicinarsi al castello finché, un giorno, i tre ricevono la visita dell’avvenente cugino Charles. L’uomo, nella speranza di impadronirsi della fortuna dei Blackwood, nascosta in una cassaforte in casa, si installa presso la dimora, inizia a dormire nel letto del padre delle ragazze, a indossare i suoi vestiti e a fumare la sua pipa. La grande somiglianza di Charles, fascinoso e spregiudicato, al padre delle fanciulle fa sì che Merricat e Julian gli siano da subito ostili mentre Constance ne rimanga totalmente soggiogata (anche perché l’uomo fa leva sul desiderio della ragazza di viaggiare). È così che Merricat cerca di proteggere sua sorella scagliando su di lui degli incantesimi, distruggendo la sua camera e gli oggetti che gli appartengono e non rivolgendogli la parola se non per descrivergli le caratteristiche delle piante velenose.
Ben presto Charles, stufo delle stranezze di Julian (spesso lo scambia per il fratello) e Merricat (seppellisce monete d’argento e oggetti d’oro appartenuti al padre) e vedendo in quest’ultima un ostacolo ai suoi piani, propone a Constance di far ricoverare l’uomo e cacciare la ragazza così Merricat, in preda all’ira, getta la pipa accesa di Charles nel cestino della carta straccia facendo scoppiare un incendio. Mentre Charles esce in cerca di soccorsi e Julian si chiude in camera sua, Constance e Merricat si nascondono in cucina attendendo l’arrivo dei vigili del fuoco che, però, arrivano accompagnati da alcuni cittadini arrabbiati che sfogano tutto il loro odio per i Blackwood vandalizzando il castello e picchiando Constance. La folla impazzita si ferma solo quando il capo della polizia annuncia che Julian è morto soffocato dai fumi dell'incendio; è così che mentre i cittadini scappano via, Merricat e Constance si rifugiano nel bosco che circonda la casa.
Il giorno dopo le sorelle tornano alla dimora, vi si barricano dentro e Merricat, furiosa per quello che i cittadini hanno fatto, dice di volerli avvelenare tutti quanti così Constance le chiede se intende fare come sei anni fa; viene dunque rivelato che fu Merricat, che odiava il malvagio padre e amava la sorella (viene lasciato intendere che l’uomo abusasse sessualmente di lei), ad avvelenare i Blackwood (mise il veleno nello zucchero perché sapeva che la sorella non l'avrebbe mangiato). Nel frattempo, i cittadini del villaggio, presi dal rimorso per quanto hanno fatto alle sorelle, iniziano a lasciare del cibo davanti alla loro porta ma le due rifiutano di far entrare chicchessia ma quando le sorelle si rifiutano di far entrare in casa Charles, il cugino irrompe in casa e tenta di violentare Constance così Merricat lo uccide colpendolo ripetutamente in testa con un enorme globo di neve e poi, le due sorelle, lo seppelliscono in giardino.
Le due sorelle iniziano dunque ad adattarsi alla nuova vita in totale isolamento e quando, in seguito alla visita di due ragazzini del villaggio che vengono a insultarle con le loro filastrocche per poi fuggir via terrorizzati alla vista di Merricat, Constance dice a Merricat di volerle bene, la ragazza sorride per la prima volta.

## Produzione
Le riprese del film, iniziate l'8 agosto 2016 a Bray e proseguite a Dublino e Enniskerry, sono terminate il 9 settembre dello stesso anno.

## Promozione
Il primo trailer del film viene diffuso il 16 aprile 2019.

## Distribuzione
Il film è stato presentato al Los Angeles Film Festival il 22 settembre 2018 e distribuito nelle sale cinematografiche statunitensi ed in contemporanea on demand dal 17 maggio 2019, mentre in Italia arriva su Prime Video nel 2020.

## Accoglienza

### Critica
Sull'aggregatore Rotten Tomatoes il film riceve l'88% delle recensioni professionali positive con un voto medio di 7,3 su 10 basato su 32 critiche, mentre su Metacritic ottiene un punteggio di 63 su 100 basato su 8 critiche.